# 兵庫県道308号曽地中三田線
兵庫県道308号曽地中三田線（ひょうごけんどう308ごう そうじなかさんだせん）は、兵庫県丹波篠山市から三田市に至る一般県道である。

## 概要
丹波篠山市曽地中から三田市上井沢に至る。
三田市上青野から三田市母子（母子浄化センター付近）までの区間（約4.0 km）は離合困難な場所が続く。とくに上青野から約3.5 kmの区間は道幅が非常に狭く、離合できる場所も少ないため走行には注意が必要である。なお、終点の国道176号上井沢交差点から上青野までの区間は2車線の快走路である。

### 路線データ
- 起点：丹波篠山市曽地中（兵庫県道12号川西篠山線交点）
- 終点：三田市上井沢（上井沢交差点、国道176号交点）
- 総延長：20.346 km
- 車両通行不可区間：丹波篠山市小多田 - 三田市母子（徒歩での通行は可能）

## 路線状況

### 重複区間
- 兵庫県道49号三田篠山線（三田市母子）
- 兵庫県道309号福住三田線（三田市下青野・下青野交差点 - 三田市下青野）

### 道路施設

#### 橋梁
- 末吉橋（三田市）

## 地理

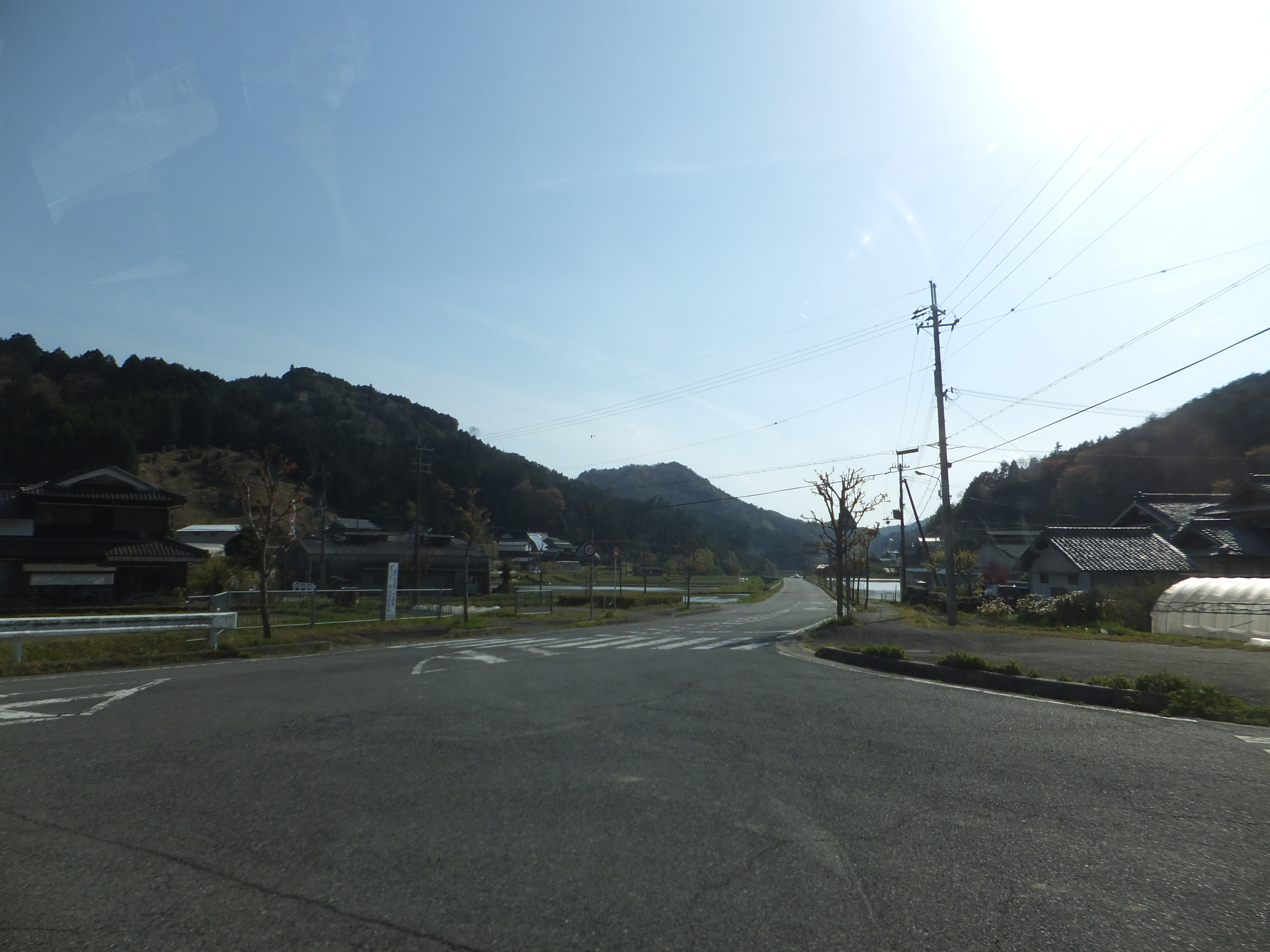
兵庫県道49号三田篠山線との交点
三田市母子で撮影

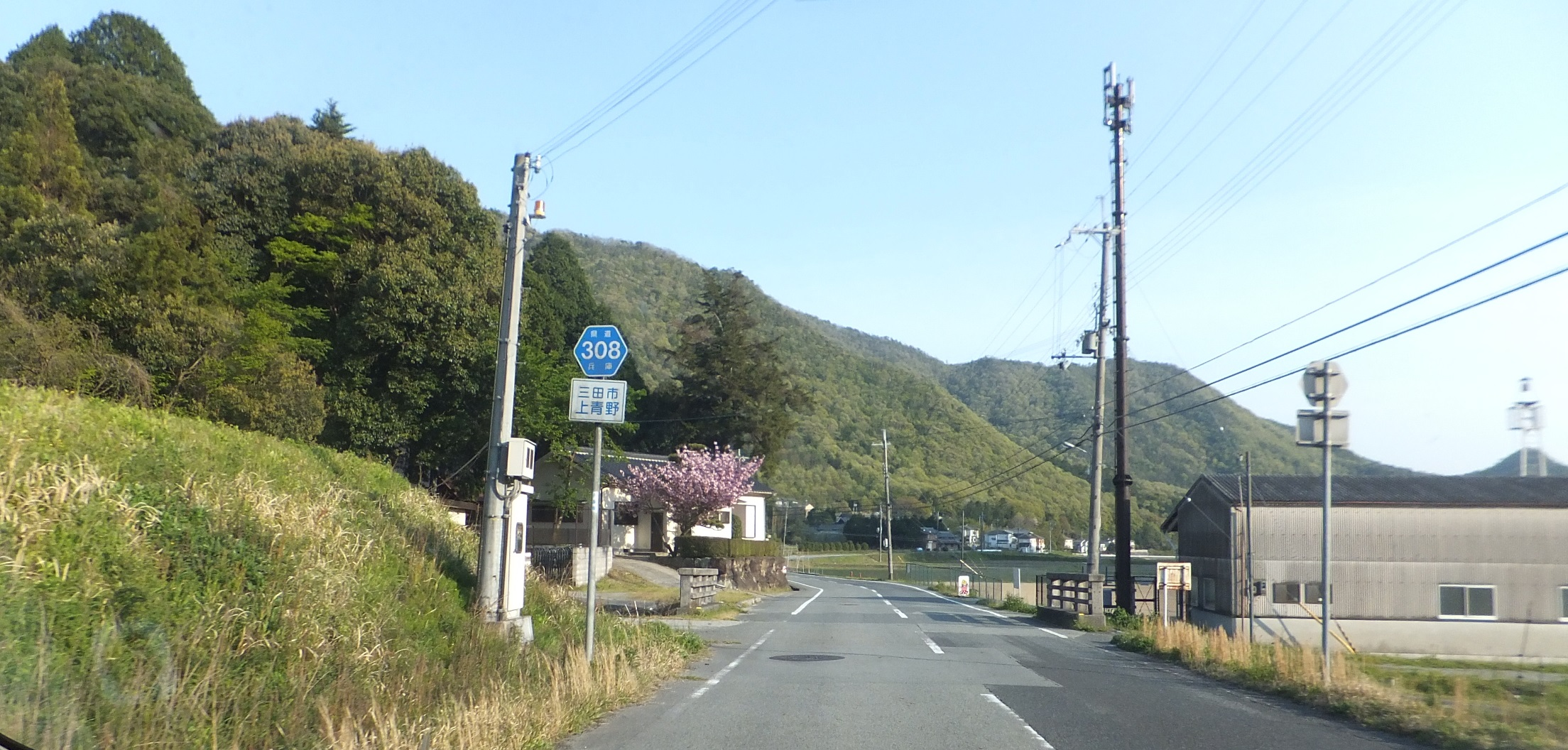
本道の標識
三田市上青野で撮影

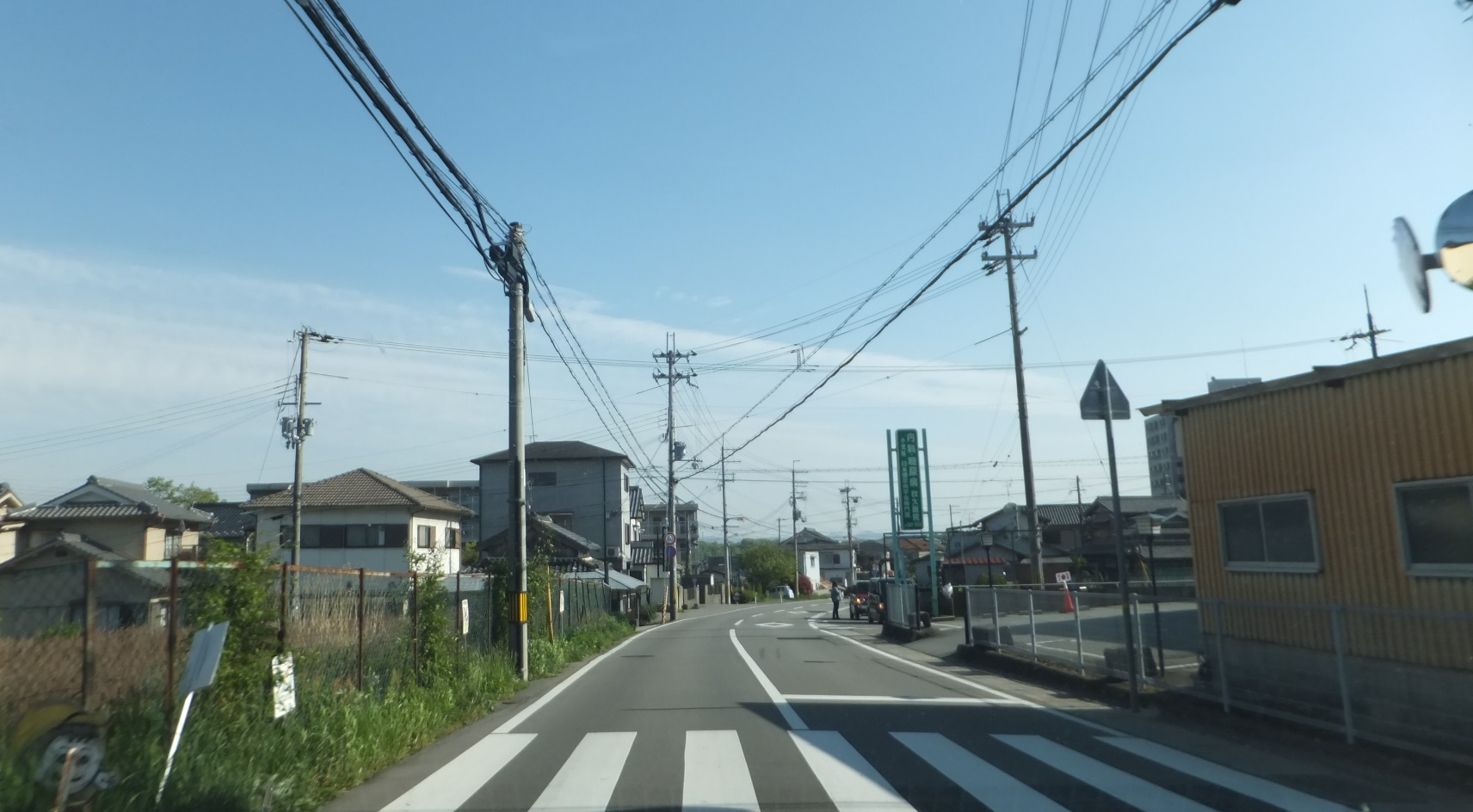
終点付近
三田市加茂で撮影

### 通過する自治体
- 丹波篠山市
- 三田市

### 交差する道路
| 交差する道路                         | 市町村名   | 交差する場所 | 交差する場所        |
| ------------------------------------ | ---------- | ------------ | ------------------- |
| 兵庫県道12号川西篠山線               | 丹波篠山市 | 曽地中       | 起点                |
| 兵庫県道49号三田篠山線 重複区間起点  | 三田市     | 母子         |                     |
| 兵庫県道49号三田篠山線 重複区間終点  | 三田市     | 母子         |                     |
| 兵庫県道309号福住三田線 重複区間起点 | 三田市     | 下青野       | 下青野交差点        |
| 兵庫県道309号福住三田線 重複区間終点 | 三田市     | 下青野       |                     |
| 国道176号                            | 三田市     | 上井沢       | 上井沢交差点 / 終点 |

### 沿線
- 三田市立母子小学校
- 下青野公園
- 千丈寺湖
- 岡ノ谷古墳
- 青野ダム
- 青野ダムサイド公園
- 三田市立広野小学校
- 武庫川
- JR西日本福知山線 広野駅（終点付近）